# Kerasaan II
Kerasaan II is een bestuurslaag in het regentschap Simalungun van de provincie Noord-Sumatra, Indonesië. Kerasaan II telt 595 inwoners (volkstelling 2010).